# Josh Davis
	Joshua Clark (Josh) Davis (San Antonio (Texas), 1 februari 1972) is een Amerikaans zwemmer.

## Biografie
Davis won tijdens de Olympische Zomerspelen van 1996 in eigen land de gouden medaille op de drie estafettenummers, Op de wisselslagestafette kwam Davis alleen in actie in de series. 
Vier jaar later won Davies als seriezwemmer de gouden medaille op de 4x100m vrije slag en de zilveren medaille op de 4x200m vrije slag.

## Internationale toernooien
| Jaar | Olympische Spelen                                                                                           | WK Langebaan                             | Pan-Pacifische                                                                | Pan-Amerikaanse Spelen                                                    | WK Kortebaan |
| ---- | --- | ---------------------------------------- | ----------------------------------------------------------------------------- | ------------------------------------------------------------------------- | --- |
| 1993 | |                                          | 200m vrije slag · 4e 400m vrije slag · 4x200m vrije slag                      |                                                                           | |
| 1994 | | 4x100m vrije slag · 4e 4x200m vrije slag |                                                                               |                                                                           | |
| 1995 | |                                          |                                                                               | 200m vrije slag · 400m vrije slag · 4x100m vrije slag · 4x200m vrije slag | |
| 1996 | 7e 200m vrije slag · 4x100m vrije slag · 4x200m vrije slag · 4x100m wisselslag · Davis zwom enkel de series |                                          |                                                                               |                                                                           | |
| 1997 | |                                          | 200m vrije slag · 5e 200m rugslag · 4e 200m wisselslag                        |                                                                           | |
| 1998 | | 4e 200m vrije slag 5e 4x200m vrije slag  |                                                                               |                                                                           | |
| 1999 | |                                          | 5e 200m vrije slag · 15e 200m rugslag · 4x100m vrije slag · 4x200m vrije slag |                                                                           | |
| 2000 | 4e 200m vrije slag · 4x100m vrije slag · Davis zwom enkel de series · 4x200m vrije slag                     |                                          |                                                                               |                                                                           | 9e 200m vrije slag · 7e 400m vrije slag · 25e 200m wisselslag · 4x100m vrije slag · 4x200m vrije slag · 4x100m wisselslag · Davis zwom enkel de series · |

1964: Clark, Austin, Ilman, Schollander ·
1968: Zorn, Rerych, Spitz, Walsh ·
1972: Edgar, Murphy, Heidenreich, Spitz ·
1984: Cavanaugh, Heath, Biondi, Gaines ·
1988: Jacobs, Dalbey, Jager, Biondi ·
1992: Hudepohl, Biondi, Jager, Olsen ·
1996: Olsen, Davis, Schumacher, Hall ·
2000: Klim, Fydler, Callus, Thorpe ·
2004: Schoeman, Ferns, Townsend, Neethling ·
2008: Phelps, Weber-Gale, Jones, Lezak ·
2012: Leveaux, Gilot, Lefert, Agnel ·
2016: Dressel, Phelps, Held, Adrian ·
2020: Dressel, Pieroni, Becker, Apple ·
2024: Alexy, Guiliano, Armstrong, Dressel
1908: Derbyshire, Radmilovic, Foster, Taylor ·
1912: Healy, Champion, Boardman, Hardwick ·
1920: McGillivray, Kealoha, Ross, Kahanamoku ·
1924: O'Connor, Glancy, Breyer, Weissmuller ·
1928: Clapp, Laufer, Kojac, Weissmuller ·
1932: Miyazaki, Yusa, Yokoyama, Toyoda ·
1936: Yusa, Sugiura, Taguchi, Arai ·
1948: Ris, McLane, Wolf, Smith ·
1952: Moore, Woolsey, Konno, McLane ·
1956: O'Halloran, Devitt, Rose, Henricks ·
1960: Harrison, Blick, Troy, Farrell ·
1964: Clark, Saari, Ilman, Schollander ·
1968: Nelson, Rerych, Spitz, Schollander ·
1972: Kinsella, Tyler, Genter, Spitz ·
1976: Bruner, Furniss, Naber, Montgomery ·
1980: Kopljakov, Salnikov, Stoekolkin, Krylov ·
1984: Heath, Larson, Float, Hayes ·
1988: Dalbey, Cetlinski, Gjertsen, Biondi ·
1992: Lepikov, Pysjnenko, Tajanovitsj, Sadovy ·
1996: Davis, Hudepohl, Schumacher, Berube ·
2000: Thorpe, Klim, Pearson, Kirby ·
2004: Phelps, Lochte, Vanderkaay, Keller ·
2008: Phelps, Lochte, Berens, Vanderkaay ·
2012: Lochte, Dwyer, Berens, Phelps ·
2016: Dwyer, Haas, Lochte, Phelps ·
2020: Dean, Guy, Richards, Scott ·
2024: Guy, Dean, Richards, Scott